# Ортопериодат никеля-натрия
Ортопериодат никеля-натрия — неорганическое соединение,
двойная соль натрия, никеля и ортоиодной кислоты с формулой NaNiIO6,
не растворяется в воде,
образует кристаллогидраты — тёмно-красные или чёрные кристаллы.

## Получение
- Окисление сульфата никеля(II) пероксодисульфатом натрия в присутствии дигидроортопериодата натрия:

{\displaystyle {\mathsf {NiSO_{4}+Na_{3}H_{2}IO_{6}+Na_{2}S_{2}O_{8}+H_{2}O\ {\xrightarrow {100^{o}C}}\ }}}
{\displaystyle {\mathsf {{\xrightarrow {100^{o}C}}\ NaNiIO_{6}\cdot H_{2}O\downarrow +2NaHSO_{4}+Na_{2}SO_{4}}}}

## Физические свойства
Ортопериодат никеля-натрия образует кристаллы
тригональной сингонии,
пространственная группа P 312,
параметры ячейки a = 0,4962 нм, c = 0,5148 нм
.
Не растворяется в воде.
Образует кристаллогидрат состава NaNiIO6•H2O — тёмно-красные или чёрные кристаллы.